# Ipratropio
El ipratropio (bromuro de ipratropio en forma de monohidrato) es un medicamento anticolinérgico derivado de la atropina y administrado por vía inhalatoria como broncodilatador, principalmente para tratar crisis asmáticas y reducir los síntomas de la enfermedad pulmonar obstructiva crónica (EPOC).
Se administra por vía inhalada con gas propelente o por solución para inhalación, y solución para nebulizador. Los efectos son principalmente sobre el músculo liso de las vías respiratorias.

## Historia
En el siglo XIX la atropina era de los únicos fármacos broncodilatadores disponibles en farmacias. Con la aparición de la epinefrina, efedrina y metilxantinas en 1920 se reemplazaron estos agentes anticolinérgicos naturales como broncodilatadores principales. Sin embargo, estos nunca se dejaron de estudiar.
Para 1960 se revivió el interés por los anticolinérgicos como broncodilatadores, ya que contaban con propiedades  de control sobre el calibre de las vías respiratorias y, por el desarrollo por parte de químicos farmacéuticos de análogos sintéticos de la atropina que no se absorben fácilmente; pero, que conservaban las propiedades anticolinérgicas de la atropina. El más estudiado de estos agentes fue el bromuro de ipratropio, comercializado como Atrovent ® o Sch-1000 que empezó a utilizarse con ese fin fuera de los Estados Unidos a mediados de la década de 1970.

## Descripción
El ipratropio pertenece al grupo farmacoterapéutico de los parasimpaticolítico.
Es un  amonio cuaternario anticolinérgico formado por la introducción de un grupo isopropilo en el átomo N de la atropina.
Los excipientes que suele contener son cloruro de sodio, ácido clorhídrico concentrado (para ajuste de pH) y agua para preparaciones inyectables. Es por esto que las soluciones para inhalar que contienen como conservante cloruro de benzalconio, no se deben administrar simultáneamente en el mismo nebulizador, por riesgo de precipitación.

## Farmacocinética
El bromuro de ipratropio es un fármaco administrado de forma inhalada a través de un nebulizador. La absorción es del 10% y  se da a través de las mucosas, principalmente del tracto respiratorio. Posteriormente se excreta en las heces, casi intacto.

### Vías de administración
Ipratropio es una solución que debe administrarse por inhalación a partir de un nebulizador. También es posible aplicarlo en la mucosa nasal para obtener efecto en afecciones como la rinorrea.
La solución para inhalación de bromuro de ipratropio puede ser diluido únicamente en solución estéril de cloruro sódico al 0,9%.

### Absorción
Aproximadamente del 10-30%  del total de la dosis inhalada llega al pulmón, esto depende de la formulación y la técnica de inhalación que se use. Lo que llega, presenta una biodisponibilidad sistémica casi completa y alcanza la circulación en pocos minutos. La mayor parte de la dosis es deglutida, sin embargo, como la absorción gastrointestinal del bromuro de ipratropio es despreciable, la biodisponibilidad es de aproximadamente 2%.

### Distribución
El volumen de distribución (Vz) es de 338 (E 4,6 1/Kg). El fármaco se une poco a proteínas plasmáticas (menos de un 20%). Debido a la estructura del ion amonio el cual tiene un carácter polar, el ipratropio no atraviesa barrera hematoencefálica.

### Metabolismo y metabolitos
El metabolismo del ipratropio ocurre en el hígado por la actividad de isoenzimas del citocromo P-450.
Se estima una absorción del fármaco únicamente del 10%, el cual es inactivado por la hidrólisis del grupo éster que resulta en metabolitos inactivos como el ácido trópico y el tropano, el resto del fármaco se excreta sin cambios en la orina.

### Eliminación
Después de que el fármaco ingresa al organismo, sólo el 5% de la dosis llega a los pulmones y el 90% se pierde en el primer paso donde aún no ha alcanzado la circulación sistémica, por efecto se deglute y se excreta sin cambios por medio de la materia fecal. Pero de ese 5% que si llega al blanco, genera una biotransformación a ocho metabolitos en el hígado donde puede tener una actividad anticolinérgica mínima o nula y es excretado por el riñón. Cabe recalcar que de esta excreción total el 13% es compuesto original, donde la vida media de eliminación es entre 2 a 3,8 horas.

## Comparación farmacocinética entre ipratropio y tiotropio

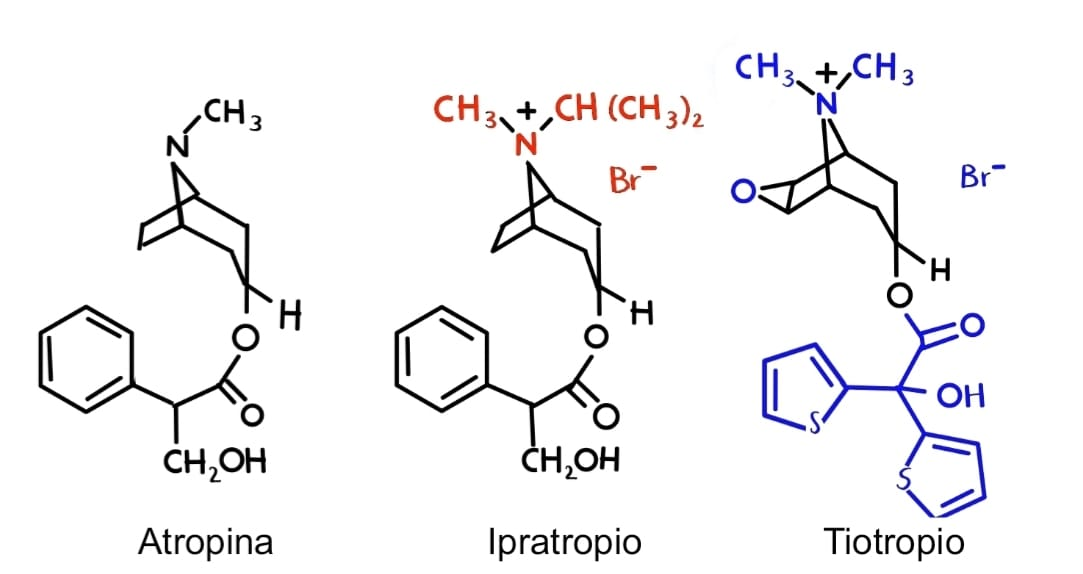
Estructura química ipratropio y tiotropio.

Entre el bromuro de ipratropio y el tiotropio en términos de eliminación hay 3 grandes diferencias:
1. Tiempo de acción: el ipratropio tiene un tiempo de acción más corto (su unión con el receptor es menos duradera), donde se ha registrado que el tiempo de broncodilatación inicia a los 15 minutos y dura unas 4 - 6 horas, a diferencia del tiotropio que tiene un tiempo mayor, con efecto que puede durar unas 24 horas.[10][11][12]
2. Metabolismo: el ipratropio se elimina de una forma mayoritaria por el riñón, donde es metabolizado y se excreta en forma de orina, por otra parte el tiotropio se elimina principalmente por la vía hepática, a través del metabolismo en el hígado, donde se metaboliza de forma lenta y se termina excretando por bilis y heces.[10][11][12]
3. Administración: el ipratropio se administra varias veces al día, donde se recomienda de 2 a 4 inhalaciones cada 6 - 8 horas, por su parte el tiotropio es administrado con una dosis de inhalación diaria.[10][11][12]

## Farmacodinamia

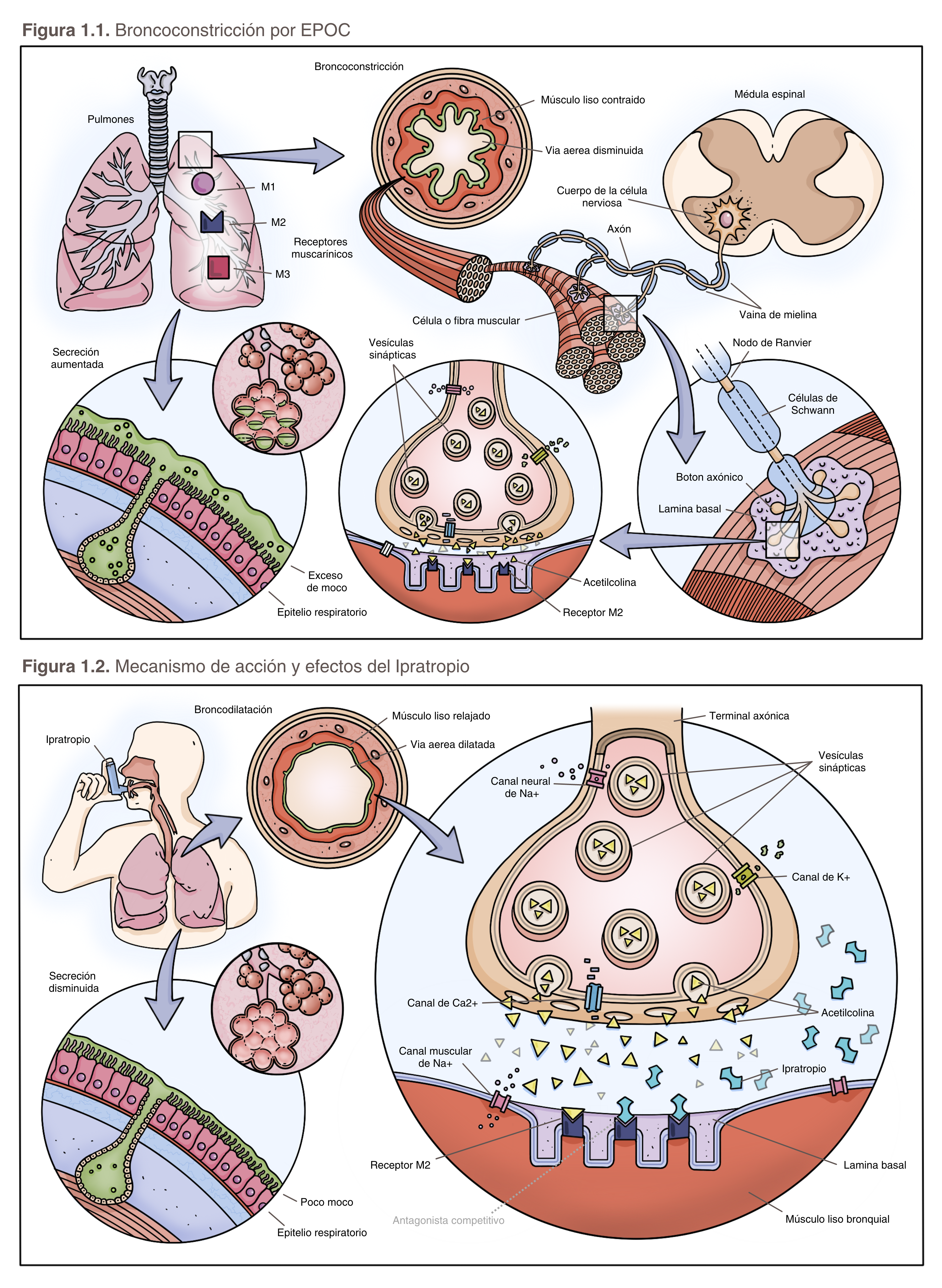
Mecanismo de acción del ipratropio.

### Mecanismo de Acción
El ipratropio actúa bloqueando los receptores muscarínicos M3 en el pulmón y disminuyendo la producción de cGMP, esto genera una inhibición en la broncoconstricción y la secreción mucosa en las vías aéreas. Es un antagonista muscarínico no selectivo y no difunde a la sangre, lo que previene la aparición de efectos colaterales sistémicos. Ipratropio es un derivado sintético de la atropina pero es una amina cuaternaria, por lo que no atraviesa la barrera hematoencefálica, previniendo reacciones adversas en el sistema nervioso central (el síndrome anticolinérgico).

## Efectos farmacológicos
El ipratropio induce la relajación del músculo liso bronquial, esta broncodilatación restablece las causa de la respiración sibilante, opresión en el pecho, tos y el intercambio anormal de gases presentes en los pacientes. También, por su acción en glándulas salivares y mucosas inhibirán la liberación de secreción mucosa y saliva, restableciendo los factores  obstructivos.
Existen evidencias de que la administración conjunta de bromuro de ipratropio con beta-adrenérgicos y derivados de la xantina pueden potenciar el efecto broncodilatador.

### Interacciones
| Fármacos que interaccionan con ipratropio |                     |                                                                                   |
| Fármaco                                   | Tipo de interacción | Resultados de la interacción                                                      |
| Salbutamol                                | Farmacodinamia      | Disminuye la eficacia terapéutica, aumenta el riesgo de experimentar taquicardia. |
| Oximetazolina                             | Farmacocinética     | Disminuye la absorción del bromuro de ipratropio.                                 |
| Efedrina                                  | Farmacodinamia      | Aumenta el riesgo o la gravedad de la taquicardia.                                |
| Terbutalina                               | Farmacodinamia      | Disminuye la eficacia terapéutica, aumenta el riesgo de experimentar taquicardia. |
| Salmeterol                                | Farmacodinamia      | Aumenta el riesgo o la gravedad de la taquicardia.                                |
| Vilanterol                                | Farmacodinamia      | Aumenta el riesgo o la gravedad de la taquicardia.                                |
| Dobutamina                                | Farmacodinamia      | Aumenta el riesgo o la gravedad de la taquicardia.                                |
| Glicopirrolato                            | Farmacodinamia      | Aumenta el riesgo o la gravedad de los efectos adversos.                          |
| Aclidinium                                | Farmacodinamia      | Aumenta el riesgo o la gravedad de los efectos adversos.                          |
| Tiotropio                                 | Farmacodinamia      | Aumenta el riesgo o la gravedad de los efectos adversos.                          |
| Hidroclorotiazida                         | Farmacodinamia      | El ipratropio aumenta la concentración sérica de la hidroclorotiazida.            |
| Mianserina                                | Farmacodinamia      | Aumenta las actividades colinérgicas del ipratropio.                              |
| Cetirizina                                | Farmacocinética     | Aumenta las actividades anticolinérgicas de la cetirizina.                        |

## Usos clínico

### Indicaciones
El bromuro de ipratropio inhalado manifiesta efectos broncodilatadores, mejorando la capacidad inspiratoria de pacientes con enfermedades obstructivas crónicas del pulmón y su tolerancia al ejercicio físico. La mejoría respiratoria de la disnea, característica de estas enfermedades pulmonares, se aprecia incluyendo los pacientes con estados avanzados de la EPOC.
El ipratropio puede ser combinado con el albuterol (salbutamol) o fenoterol para el manejo del asma y otras enfermedades pulmonares obstructivas, especialmente en individuos que han dejado de responder con un único medicamento. Los efectos secundarios son similares a otros anticolinérgicos.
En el asma infantil, la combinación de ipratropio, salbutamol y budesonida dos veces al día durante cinco días, resulta efectivo en el alivio de los síntomas, a diferencia del mismo tratamiento administrado solo una vez al día durante cinco días.
Está indicado en combinación con corticosteroides sistémicos beta agonistas inhalados para el tratamiento de las exacerbaciones graves de los ataques de asma que requieren tratamiento.
Aunque es un poco más potente que la atropina, el ipratropio carece de acción sobre el SNC, pero tiene mayores efectos inhibidores sobre la transmisión ganglionar.
También puede usarse en su presentación nasal para el tratamiento de la rinorrea.

## Efectos Adversos
Los efectos adversos son similares a los de otros anticolinérgicos, aunque son mínimos. Sin embargo, se han informado casos de sequedad de boca y sedación. Además, se han observado efectos como enrojecimiento de la piel, taquicardia, glaucoma agudo de ángulo cerrado, náuseas, palpitaciones y dolor de cabeza.
La inhalación puede causar dolor de cabeza e irritación de la garganta en un pequeño porcentaje de pacientes. En raras ocasiones también se han observado: temblores, sabor metálico o desagradable, congestión nasal, insomnio, cansancio o debilidad no habitual e hipotensión.
Es pertinente resaltar que en estudios por inhalación de hasta seis meses de duración, no se observaron lesiones histopatológicas relacionadas con la sustancia en el sistema broncopulmonar.
No se indicó potencial teratogénico “in vitro” e “in vivo”. Tampoco se observaron efectos tumorigénicos ni cancerogénicos en estudios a largo plazo. En los estudios sobre fertilidad, fetotoxicidad y desarrollo perinatal y postnatal, el bromuro de ipratropio no mostró efectos adversos sobre la reproducción.
Las reacciones adversas han sido clasificadas de acuerdo a una escala que clasifica la frecuencia con la que se producen dichas reacciones:
Muy frecuentes (=1/10).
Frecuentes (=1/100 a <1/10).
Poco frecuentes (=1/1.000 a <1/100).
Raras (=1/10.000 a <1/1.000).
Muy raras (<1/10.000).
Desconocidas (no se pueden evaluar los datos disponibles).
| Reacciones adversas a Ipratropio |                 | |
| Sistema implicado                | Grupo CIOSM     | Tipo de reacción                                                                                               |
| Sistema inmunológico             | Poco frecuentes | Urticaria |
| Sistema inmunológico             | Raros           | Reacción anafiláctica, angioedema de lengua, labios y cara                                                     |
| Sistema nervioso                 | Frecuentes      | Cefaleas y mareo                                                                                               |
| Trastornos oculares              | Poco frecuentes | Dificultades en la acomodación visual, otros efectos secundarios oculares, como el glaucoma de ángulo estrecho |
| Trastornos oculares              | Raros           | Efectos secundarios oculares como presión intraocular aumentada, dolor ocular y midriasis                      |
| Sistema cardiovascular           | Poco frecuentes | Ritmo cardíaco incrementado                                                                                    |
| Sistema cardiovascular           | Raros           | Palpitaciones, taquicardia supraventricular, fibrilación atrial                                                |
| Sistema respiratorio             | Frecuentes      | Tos, irritación local, broncoespasmo inducido por inhalación                                                   |
| Sistema respiratorio             | Raros           | Laringoespasmo                                                                                                 |
| Sistema gastrointestinal         | Frecuentes      | Sequedad de boca, trastornos de motilidad gastrointestinal                                                     |
| Sistema gastrointestinal         | Raros           | Náuseas |
| Sistema tegumentario             | Poco frecuentes | Erupción cutánea y prurito                                                                                     |
| Sistema renal y urinario         | Raros           | Retención urinaria                                                                                             |

## Contraindicaciones
El Ipratropio está contraindicado en pacientes con hipersensibilidad al bromuro de ipratropio, sustancias afines a la atropina o a alguno de los excipientes; porque pueden presentarse reacciones alérgicas como rash cutáneo, prurito, angioedema de la lengua, labios y cara, urticaria, laringoespasmo y reacciones anafilácticas. Además, se ha relacionado con retención urinaria en pacientes que recibieron dosis por nebulizador, es por esto que se debe tener precaución, especialmente en hombres con hipertrofia prostática.
Anteriormente, los inhaladores Atrovent ® usaban clorofluorocarbono (CFC) como propulsor y contenían lecitina de soya en los ingredientes propulsores. En 2008, todos los inhaladores de CFC fueron eliminados y reemplazados por inhaladores de hidrofluoroalcano (HFA). La alergia al maní se notó para el inhalador como una contraindicación, pero ahora no lo es. Nunca ha sido una contraindicación cuando se administra como solución nebulizada.
El Ipratropio no está indicado como monofármaco en el tratamiento inicial de episodios agudos de broncoespasmo donde se requiera una respuesta rápida.

##### Embarazo y Lactancia
Aunque en varios estudios preclínicos no ha sido demostrado algún riesgo del uso de Ipratropio durante el embarazo, tampoco se ha establecido su seguridad. Se recomienda llevar una observación en el uso de este medicamento en este período, especialmente durante los tres primeros meses.
Actualmente se desconoce si el Ipratropio se excreta o no en la leche materna. Sin embargo, se sabe que las bases cuaternarias no liposolubles sí pueden pasar a la leche, pero es improbable que pueda ser ingerido por el lactante en cantidades significativas, ya que el medicamento es de administración por vía inhalada. A pesar de esto, se recomienda administrar con precaución en las mujeres en etapa de lactancia.

## Sobredosis
Hasta el momento no se han descrito manifestaciones específicas por sobredosis. El bromuro de ipratropio cuenta con un margen terapéutico muy amplio y la vía de administración inhalada no representa mayor riesgo. Sin embargo, en caso de presentarse, los síntomas pueden incluir sequedad bucal extrema, aceleración del ritmo cardíaco, dificultad para respirar, dolor de cabeza intenso, visión borrosa o pupilas dilatadas.
Además, se ha investigado la toxicidad aguda en distintas especies animales. La baja toxicidad oral comparada con la mayor toxicidad intravenosa refleja la pobre absorción gastrointestinal del Ipratropio.

## Presentaciones
El bromuro de ipratropio está disponible en varias presentaciones según el país y el laboratorio que lo produce.
- Solución para inhalación: se presenta en envases multidosis con un dispositivo inhalador, como un nebulizador o inhalador de dosis medida.[32][33]
- Solución para nebulización: Presentada en ampollas o viales para su uso en un nebulizador.[32][33]
- Inhalador de polvo seco: Una presentación en polvo seco para inhalar, también conocida como inhalador Accuhaler o inhalador Diskus. Contiene una dosis premedida de bromuro de ipratropio en concentraciones específicas.[32][33]

## Uso veterinario
Aunque los broncodilatadores sí son usados en las enfermedades donde las vías respiratorias de los animales (principalmente perros y gatos) se ven comprometidas como en el asma, bronquitis o EPOC; el Ipratropio no es de los más usados ya que se prefiere el uso de metilxantinas y simpaticomiméticos, ya que en medicina veterinaria han demostrado mayor efectividad y acción broncodilatadora.